# قائمة محافظات العراق حسب مؤشر التنمية البشرية

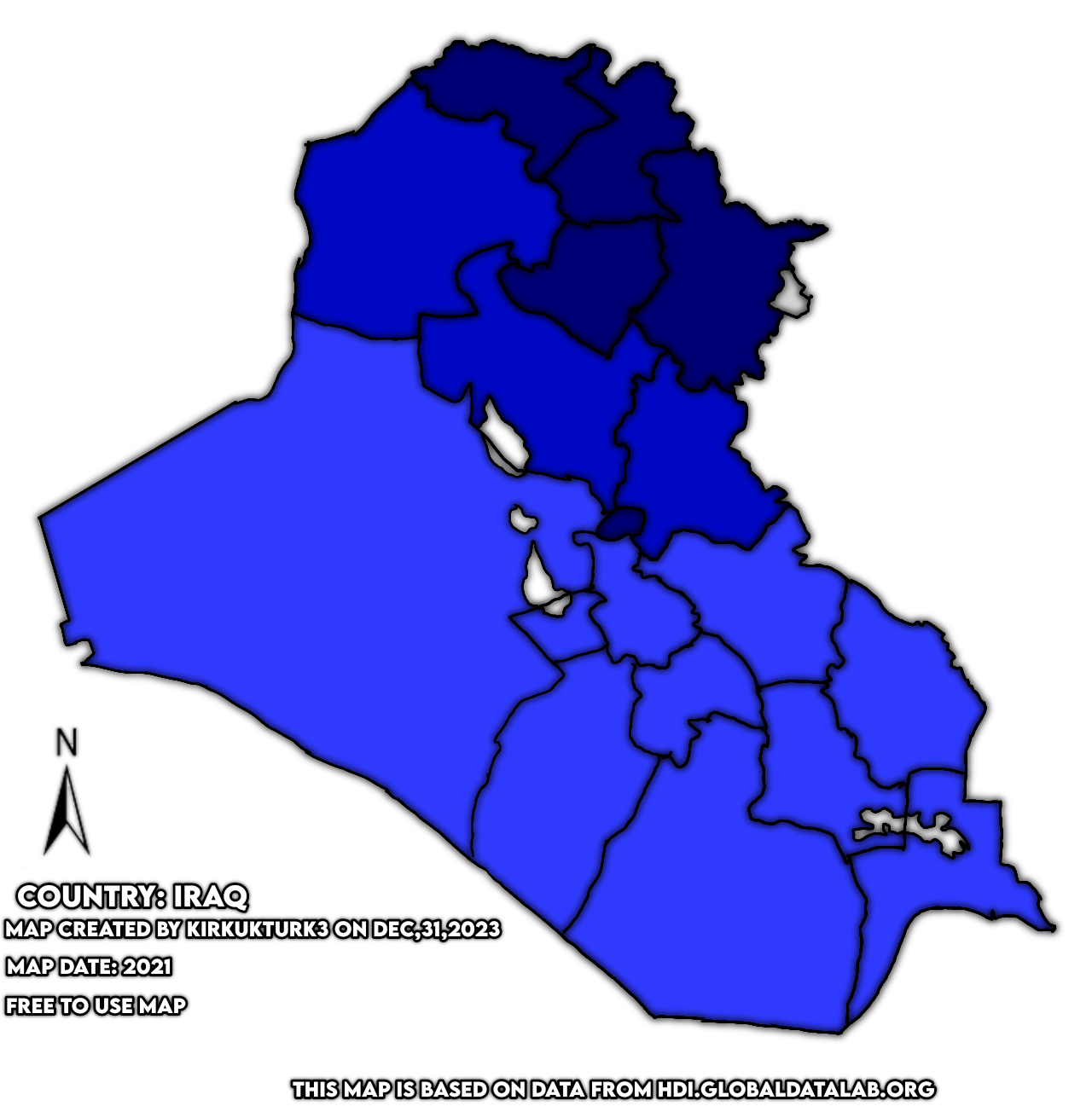
خريطة محافظات العراق حسب مؤشر التنمية البشرية.
علامات تفسيرية:
0.700 – 0.799 (عالي)
0.692 – 0.699 (متوسط)
0.635 – 0.691 (أقل من المتوسط)
N/D (البيانات غير متوفرة)

هذه قائمة محافظات العراق حسب مؤشر التنمية البشرية لعام 2024 مع بيانات عام 2021.
| مرتبة              | محافظة                             | مؤشر التنمية البشرية (2021) | دول المتشابهة |
| تنمية بشرية عالية  | تنمية بشرية عالية                  | تنمية بشرية عالية           |               |
| ------------------ | ---------------------------------- | --------------------------- | ------------- |
| 1                  | محافظة كركوك                       | ▲ 0.705                     | جامايكا       |
| 2                  | محافظة بغداد                       | ▲ 0.704                     | ساموا         |
| 2                  | محافظة السليمانية (مع حلبجة)       | ▲ 0.704                     | ساموا         |
| -                  | كردستان العراق (عالي)              | 0.703                       |               |
| 4                  | محافظة اربيل                       | ▲ 0.702                     | ساموا         |
| 5                  | محافظة دهوك                        | ▲ 0.701                     | قيرغيزستان    |
| تنمية بشرية متوسطة |                                    |                             |               |
| 6                  | محافظة ديالى                       | ▲ 0.695                     | ناورو         |
| 6                  | محافظة نينوى (مع تلعفر)            | ▲ 0.695                     | ناورو         |
| 8                  | محافظة صلاح الدين (مع طوز خورماتو) | ▲ 0.692                     | الغابون       |
| -                  | العراق (متوسط)                     | 0.686                       |               |
| 9                  | محافظة ذي قار                      | ▲ 0.684                     | بوتان         |
| 10                 | محافظة بابل                        | ▲ 0.682                     | بوتان         |
| 11                 | محافظة الأنبار                     | ▲ 0.680                     | بوتان         |
| 12                 | محافظة القادسية                    | ▲ 0.678                     | طاجيكستان     |
| 13                 | محافظة كربلاء                      | ▼ 0.666                     | نيكاراغوا     |
| 14                 | محافظة البصرة                      | ▲ 0.664                     | الرأس الأخضر  |
| 15                 | محافظة واسط                        | ▲ 0.656                     | توفالو        |
| 16                 | محافظة النجف                       | ▲ 0.655                     | توفالو        |
| 17                 | محافظة المثنى                      | ▲ 0.644                     | الهند         |
| 18                 | محافظة ميسان                       | ▲ 0.635                     | ميكرونيزيا    |